# Charles Hastings Doyle
Pour les articles homonymes, voir Doyle.
Charles Hastings Doyle (1804-1883) est un officier général britannique, lieutenant-gouverneur du Nouveau-Brunswick et de la Nouvelle-Écosse.

## Biographie
Charles Hastings Doyle naît le 10 avril 1804 à Londres. Il est le premier fils du lieutenant-général Sir Charles William Doyle et de Sophia Cramer Coghil. Il suit des études à l'Académie royale militaire de Sandhurst d'où il sort enseigne du 24e régiment d'infanterie, 2e du comté de Warwick le 23 décembre 1919. Il monte ensuite régulièrement en grade au cours de sa carrière, acquérant les grades de lieutenant le 27 septembre 1822 et de capitaine le 16 juin 1825. Le 28 juin 1838, il reçoit un Brevet-Major. Sa carrière le mène au Québec (1829-1841), en Inde, aux Antilles, en Crimée, en Irlande et il termine major général le 15 septembre 1860. 
Il est alors affecté au commandement de l'Amérique du Nord britannique et arrive à Halifax le 16 octobre 1861. En collaboration avec Arthur Hamilton-Gordon, lieutenant-gouverneur du Nouveau-Brunswick, il organise le transport de troupes britanniques jusqu'au Bas-Canada pour y renforcer les défenses en raison des tensions très fortes avec les États du Nord américains (la guerre de Sécession fait rage).
Outre ses fonctions militaires, Doyle doit remplacer le lieutenant-gouverneur de sa circonscription dès qu'un de ceux-ci s'absente, ce qui l'amène à se mêler régulièrement de politique. C'est ainsi qu'il se retrouve au centre d'une crise diplomatique en décembre 1863 en raison d'un navire nordiste, le Chesapeake, capturé par des sudistes avec l'aide de Néo-écossais, puis repris par les nordistes et amené au port d'Halifax. Après quelques moments difficiles, il parvient finalement à résoudre cette crise de façon impartiale, ce qui lui vaut les compliments de toutes les parties.
Les années suivantes sont marquées par la menace des raids fenians sur le Nouveau-Brunswick, à laquelle Doyle répond en envoyant une escadre vers la baie de Passamaquoddy (qui marque la frontière entre le Canada et les États-Unis actuels), ce qui contribue pour beaucoup à l'arrêt des hostilités dans cette région.
Après cet épisode, Doyle reste au Nouveau-Brunswick et remplace Gordon comme administrateur. Il participe aux joutes politiques en favorisant les partis en faveur de la Confédération et, le 1er juillet 1867, il devient même le premier lieutenant-gouverneur du Nouveau-Brunswick de la Confédération. Toutefois, la situation politique de la Nouvelle-Écosse étant très tendue avec une majorité écrasante de députés opposés à la Confédération, Doyle quitte ses fonctions rapidement pour être nommé lieutenant-gouverneur de la Nouvelle-Écosse le 28 octobre de la même année. Il y reste jusqu'en mai 1873, après avoir habilement géré la situation et réussi à faire accepter la Confédération aux Néo-écossais. C'est d'ailleurs en grande partie pour cette raison qu'il est fait chevalier commandeur de l’ordre de Saint-Michel et Saint-Georges en 1869.
Il retourne ensuite vivre en Angleterre où il est nommé général du district du sud à Portsmouth d'avril 1874 à mai 1877.
Il est mort le 19 mars 1883 à Londres.
Le hameau d'Hastings, au Sud-Est du Nouveau-Brunswick, fut nommé en son honneur ; le hameau fut exproprié dans les années 1940 pour laisser place au parc national de Fundy.